# Ōkawa Isao
Ōkawa Isao (japanisch 大川 功; geboren 19. Mai 1926 in Osaka; gestorben 18. März 2001) war ein japanischer Unternehmer im Elektronikbereich.

## Leben und Wirken
Ōkawa Isao war der zweite Sohn einer Familie, die seit drei Generationen Textilgroßhandel im Ortsteil Semba von Osaka betrieb. 1948 machte er seinen Studienabschluss an der Waseda-Universität im Fach Wissenschaft und Technik. Nachdem er acht Jahre lang gegen Lungentuberkulose gekämpft hatte, eröffnete er mit seinem Bruder ein Buchhaltungsbüro. 1964 konnte er das „Japan-Rechenzentrum“ (日本計算センター, Nihon keisan sentā) als Direktor übernehmen.
1968 machte sich Ōkawa unabhängig und gründeten das Unternehmen „Computer Service“ (CSK; seit 2011 SCSK Corporation) und übernahm die Position des Präsidenten. Es war das erste Softwareunternehmen in Japan, das an die Börse ging, und 1983 war der Aktienkurs von CSK damals der höchste unter den börsennotierten Unternehmen. 1985 wurde das Unternehmen in der First Section der Tokioter Börse notiert. Die einzigartige Geschäftsentwicklung des Unternehmens, wie die Übernahme des computerbezogenen Verlags ASCII, hat immer Aufmerksamkeit erregt. Die Gruppe als Ganzes wuchs zu einem großen Unternehmen mit einem Umsatz von über 1 Billion Yen heran. Als „Start-up-Flaggenträger“ hatte Ōkawa großen Einfluss auf nachfolgende Unternehmer wie Masayoshi Son (geb. 1957), den Präsidenten von Softbank. 
1996 wurde Ōkawa Vorstandsvorsitzender, 2000 trat er in den Ruhestand und wurde Ehrenvorsitzender. Während seiner aktiven Zeit, im Jahr 1984, wurde das Spielautomaten-Unternehmen Sega Enterprises (jetzt Sega) übernommen, das er als Vorsitzender leitete. Er förderte das Internetgeschäft mit der Heimvideospielmaschine „Dreamcast“ (DC), forderte Sony Computer Entertainment mit dessen „PlayStation“ heraus und übernahm im Juni 2000 gleichzeitig die Position des Präsidenten und übernahm die Führung. Er konnte jedoch nicht verhindern, dass die Dreamcast aus dem Markt gedrängt wurde. Im Januar 2001 spendete er persönliches Vermögen von 85 Milliarden Yen, einschließlich Aktien, an das Unternehmen, um Sega wieder aufzubauen.
Ōkawa war Vizevorsitzender der „Japan Information and Communication Promotion Association“ (日本情報通信振興協会, Nihon jōhōtsūshin shinkō kyōkai), Mitglied des „Informations- und Kommunikationsausschusses“ von Keidanren und Vorsitzender des „New Business Council“ von 1980 bis 2001. Er war auch Präsident des „Digital Media Lab“, Vorsitzender von „CSK Venture Capital“, Präsident von „Ado Electronics Industry“ (亜土電子工業社, Ado denshi kōgyō-sha), Vorsitzender und CEO von „Nextcom“ und Vorsitzender von BELLSYSTEM24. 2007 war er Executive Chairman des GII-(Global Information Infrastructure)-Junior Summit.
Im Juli 2000 wurde Ōkawa mit Speiseröhrenkrebs ins Krankenhaus eingeliefert, im Oktober entlassen. Er erkrankte im Januar 2001 und starb im März.